# Himantopus novaezelandiae
Himantopus novaezelandiae е вид птица от семейство Recurvirostridae. Видът е критично застрашен от изчезване.

## Разпространение
Видът е разпространен в Нова Зеландия.